# چوچوگه
چوچوگه (به صربی: Čučuge) یک روستا در صربستان است که در Ub Municipality واقع شده‌است.
 چوچوگه ۱۱٫۳۸ کیلومتر مربع مساحت و ۴۳۴ نفر جمعیت دارد و ۱۳۱ متر بالاتر از سطح دریا واقع شده‌است.